# Rajčica
Rajčica (česti nazivi paradajz, pomidor; Solanum lycopersicum) jednogodišnja biljka iz por. pomoćnica (Solanaceae); potječe iz Južne Amerike; uzgaja se u toplijim dijelovima svih kontinenata radi jestivih plodova koji se upotrebljavaju svježi, kuhaju, konzerviraju ili prerađuju. Rajčica se botanički smatra voćem, dok se trgovački i kulinarski smatra povrćem.

## Opis biljke
Dlakava i ljepljiva biljka naraste otprilike 1 metar, listovi su rascijepani, listići duguljasti. Žuti cvjetovi skupljeni su u grozdove, plodovi su u početku zeleni, a sazrijevanjem poprimaju tamnocrvenu boju. Današnjim uzgojem dobilo se sorte rajčica raznih oblika i boja.

## Povijest i rasprostranjenost
Rajčica potječe iz Južne Amerike. Imala je male sočne plodove. U Europu je uvezena 1493., a prvi ju je opisao liječnik i botaničar Mattioli 1554. godine.

## Ljekovito djelovanje
Ljekovito djelovanje nalazi se prije svega u plodovima, koji su bogati vitaminom C, karotenom, vitaminom B1, a ima i vitamina E. Uz vitamine u plodovima su sadržane i značajne količine mangana, željeza i bakra.
Sok od rajčice snižava krvni tlak, a povisuje izlučivanje želučanih i crijevnih probavnih sokova, olakšava probavu.
Preporučuje se u dijetama oboljelih od reumatičnih oboljenja, gihta, te srčanih i bubrežnih bolesti.
Oprez je potreban zbog alkaloida solanina, prirodnog pesticida/fungicida, koji je i za ljude otrovan. Solanin je prisutan i u drugim pomoćnicama, a posebno u krumpiru.